# منتخب الدنمارك تحت 19 سنة لكرة القدم للسيدات
منتخب الدنمارك تحت 19 سنة للسيدات لكرة القدم (بالدنماركية: Danmarks U/19-kvindefodboldlandshold)‏ هو ممثل الدنمارك الرسمي في المنافسات الدولية في كرة القدم في فئة كرة قدم تحت 19 سنة للسيدات، يديريه اتحاد الدنمارك لكرة القدم.